# Verdwaalde zielen
Pour plus de détails, voir Fiche technique et Distribution.

Verdwaalde zielen est un film belge de court métrage réalisé par Victor Beng et Antoine Laureys et sorti en 1923.

## Distribution
- Leontien Beng : la fille de Maria
- Mme Claes : la voisine
- Mme Dubrulle : Maria
- Antoine Laureys : le père de Maria
- Jakobus Vogel